# Franz Aepinus
Franz Aepinus (alemany: Franz Ulrich Maria Theodor Aepinus (Äpinus, Hoch))  (Rostock, 13 de desembre de 1724 - Tartu, 10 d'agost de 1802) fou un matemàtic i físic alemany del segle xviii, conegut per les seves teories sobre l'electricitat.

## Vida
Aepinus procedia d'una llarga família d'erudits de Rostock: el seu besavi, professor de teologia, es va canviar el cognom (Hoeck o Hoch) pel grec Aepinos; el seu pare també professor de teologia i el seu germà gran d'oratòria, tots a la universitat de la ciutat. El 1740 ingressà a la universitat de Rostock per estudiar matemàtiques i el 1744 es va traslladar a la universitat de Jena per estudiar medicina. La seva tesi va ser llegida, però, a Rostock el 1747.
A partir de 1747 va ser professor de matemàtiques a la universitat de la seva ciutat natal. El 1755 va ser nomenat director de l'observatori astronòmic de l'Acadèmia de Ciències de Berlín gràcies a alguns treballs astronòmics que va publicar a la revista de la universitat. A l'acadèmia, va coincidir amb el físic suec Johan Carl Wilcke, un estudiant del seu germà gran a Rostock, amb qui va començar a estudiar el fenomen elèctric.
Aepinus va estar poc temps a Berlín, ja que el 1757 va prendre possessió d'un càrrec de matemàtic a l'Acadèmia de Ciències de Sant Petersburg, càrrec en el qual va romandre fins que es va retirar el 1798. De totes maneres, les seves múltiples obligacions (instructor a l'acadèmia de cadets, diplomàtic, conseller privat, tutor del príncep, etc.) van reduir al mínim la seva carrera científica.

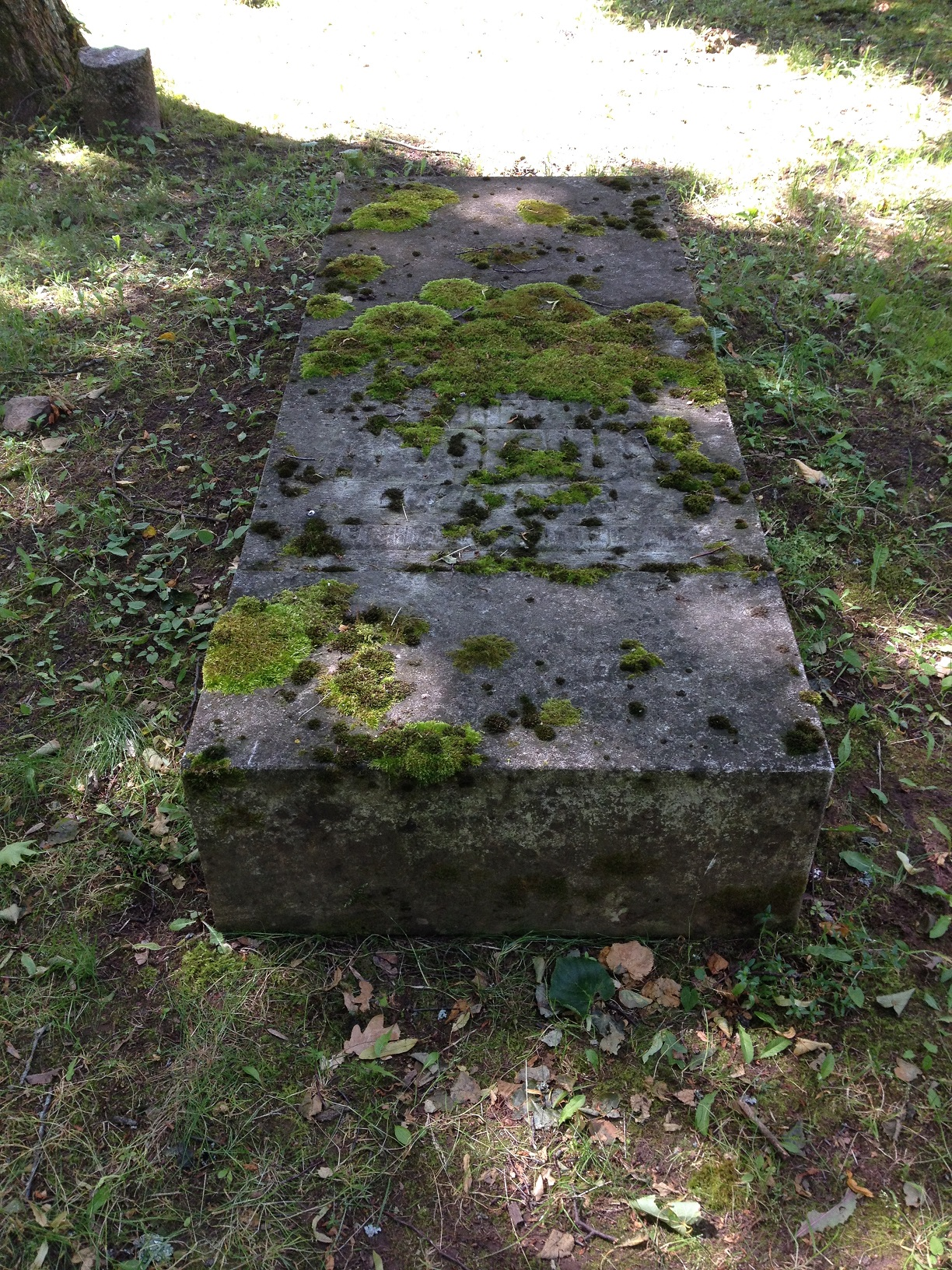
Tomba d'Aepinus al cementiri de Raadi de Tartu.

El 1798 es va retirar i se'n va anar a viure a Dorpat (actualment Tartu, Estònia) on va morir i va ser enterrat el 1802.

## Obra
Aepinus és conegut, sobretot, per haver estat dels primers a elaborar una teoria matemàtica de l'electricitat. Els seus experiments amb la turmalina conjuntament amb Wilcke a Berlín el van portar a publicar el 1759, ja a Sant Petersburg, el Tentamen theoriae electricitatis et magnetismi, una versió plenament consistent de les teories de Franklin sobre l'electricitat, però eliminant-ne les atmosferes elèctriques que Franklin postulava i assimilant els fenòmens magnètic i elèctric. Aquest llibre va tenir molta influència en la recerca sobre l'electricitat durant els següents anys.
Aepinus va publicar altres obres i article sobre electricitat i magnetisme entre els que es poden destacar:
- 1756: Mémoire concernant quelques nouvelles expériences électriques remarcables
- 1762: Recueil des différents mémoires sur la tourmaline

Altres escrits seus matemàtics o astronòmics han estat objecte d'estudi, sobretot pel seu rigor acadèmic, com la seva demostració del teorema del binomi de Newton o les observacions i estudis del trànsit de Venus de 1761 que li van costar l'enemistat de Mikhaïl Lomonóssov.